# Novita
Novita – spółka akcyjna z siedzibą w Zielonej Górze zajmująca się produkcją włóknin produkowanych metodą igłowania wodnego i włóknin technicznych głównie dla przemysłu obuwniczego oraz produkcją geowłóknin.

## Historia
Zakład powstał w 1976 roku jako przedsiębiorstwo państwowe zajmujące się produkcją wykładzin. W 1991 roku przedsiębiorstwo zostało przekształcone w Spółkę Akcyjną Skarbu Państwa. Dwa lata później w roku 1993 dokonano prywatyzacji przedsiębiorstwa, a w 1994 wprowadzono ją na Giełdę Papierów Wartościowych w Warszawie. Była to wtedy 37 spółka notowana na warszawskim parkiecie.

## Akcjonariat
- Lentex SA 63,17%
- Finveco Sp. z o.o. 25,04%